# Мордовская музыка
Мордовская музыка (эрз. Эрзянь седямось) — инструментальное творчество мордовских народов эрзян и мокшан.

## Народная музыка
Сохранила до наших дней синкретизм древнего искусства. Разнообразна по социальным функциям (трудовая, обрядово-ритуальная, эстетическая). Имеет развитую жанрово-стилевую систему, органично связанную с традиционной вокальной музыкой и мифологическими концепциями обоих мордовских этносов. В ней различают наигрыши и сопровождения вокального исполнения песен.
Из наигрышей, связанных с трудовой деятельностью общества, известны: рабочие ритмы — лаконичные устойчивые формулы, исполняемые на специальных ударных инструментах (идиофонах), иногда сопровождаемые пением; охотничьи шумовые, ритмически неупорядоченные сигналы, производимые соударяемыми, ударяемыми и скребковыми идиофонами с целью выгона дичи на охотников; охотничьи мелодические сигналы, интонируемые на натуральных трубах торама (мокш. торама, эрз. дорамо) перед началом и в конце охоты.
Наибольшее развитие у мордвы получила обрядовая инструментальная музыка, в которой различаются 2 основных класса наигрышей: непрограммные и программные. К первым относятся широко распространённые в недавнем прошлом политембровые шумовые наигрыши, сопровождавшие эпизоды семейных и календарных озксов, карнавальных шествий, исполняемые на деревянных и металлических идиофонах, тембру и динамике которых придавалось определяющее значение. Наигрыши подразделялись на панемат (от панемс — «отогнать»), выполнявшие катартические, и вешемат (от вешемс — «просить») — карпогонические функции. Для программных наигрышей характерно многообразие жанровых видов. Корни наигрышей уходят в древнейшие культы, сохранившиеся у финно-угров в мифологии, песенной поэзии и прозе, хореографическом и прикладном искусстве, обрядово-зрелищных формах традиционного народного театра. Они имеют устойчивые программные названия, связанные с названиями культовых животных, птиц и священных деревьев, которые частично заменяются метафорами (медведь-старик, лебедь сереброкрылый и т. п.). По характеру и тембру звучания, образно-тематическому содержанию, музыкально-стилевым особенностям и формам взаимодействия с традиционной песенностью наигрыши образуют 2 жанровые группы: зоо- и орнитоморфные. Зооморфные программно-изобразительного и звукоподражательного характера — овтонь киштемат (пляски медведя), в прошлом интонировались на волынке и нюди, в наши дни — на скрипке и гармонике, сопровождение — встряхиваемые металлические и деревянные ударяемые идиофоны, а также ступа с пестом (символ плодородия). Исполнялись на свадьбе и в Рождественском доме. Отличались значительной мелодической импровизационностью. Орнитоморфные наигрыши 3 жанровых видов: гувань унамат (воркование голубя), в которых символически отражались древние формы мышления; нармонь сееремат (закликание птиц) — масленичные зовы перелётных птиц, интонируемые на флейтах-окаринах; нармонь киштемат (пляски птиц) — наиболее развитый вид орнитоморфных пьес, исполняемых в прошлом на нюди, гарзи и гайге, а ныне на скрипке, балалайке и гармонике под пляску в Рождественском доме. Структурообразующую функцию в них выполняют мелодико-ритмические компоненты.
Среди других жанровых видов обрядовой инструментальной музыки, наиболее сохранившихся у шокши и эрзи, наигрыши символически программного характера пазморот (от паз — «покровитель», моро — «песня, наигрыш»), бытовавшие на озксах, посвящённым анимистическим культам священных деревьев и воды. Последним наряду с основной функцией — умилостивление Ведявы — присущи и другие элементы магии, например очищение после брачной ночи. Пазморот по характеру исполнения и музыкально-стилевым чертам подразделяются на плясовые (связанные с культом воды) и протяжные (связанные со священными деревьями), к которым относятся и песни под теми же названиями.
Из необрядовой инструментальной музыки известны 2 жанровых вида: ваныцянь морот (песни пастуха), вид музыкально-философской инструментальной лирики, и одонь морот (песни молодёжи). Первые интонируются на нюди; по музыкальному складу представляют собой импровизации на основе протяжных и плясовых напевов, а также мелодики сигналов. Вторые исполняются на круговых играх, посиделках и осенних ссыпчинах на нюди, гарзи, гайге; их программные названия сходны с названиями пьес финно-угорских и тюркских народов, связанных с именами девушек и парней, животными, бытом.
В современном быту обоих народов распространены наигрыши, заимствованные у соседних народов: русских, татар, чувашей. Инструментальная музыка заметно повлияла на формирование песенной мелодики и многоголосия, этнического темброидеала.